# Ohnivá bouře

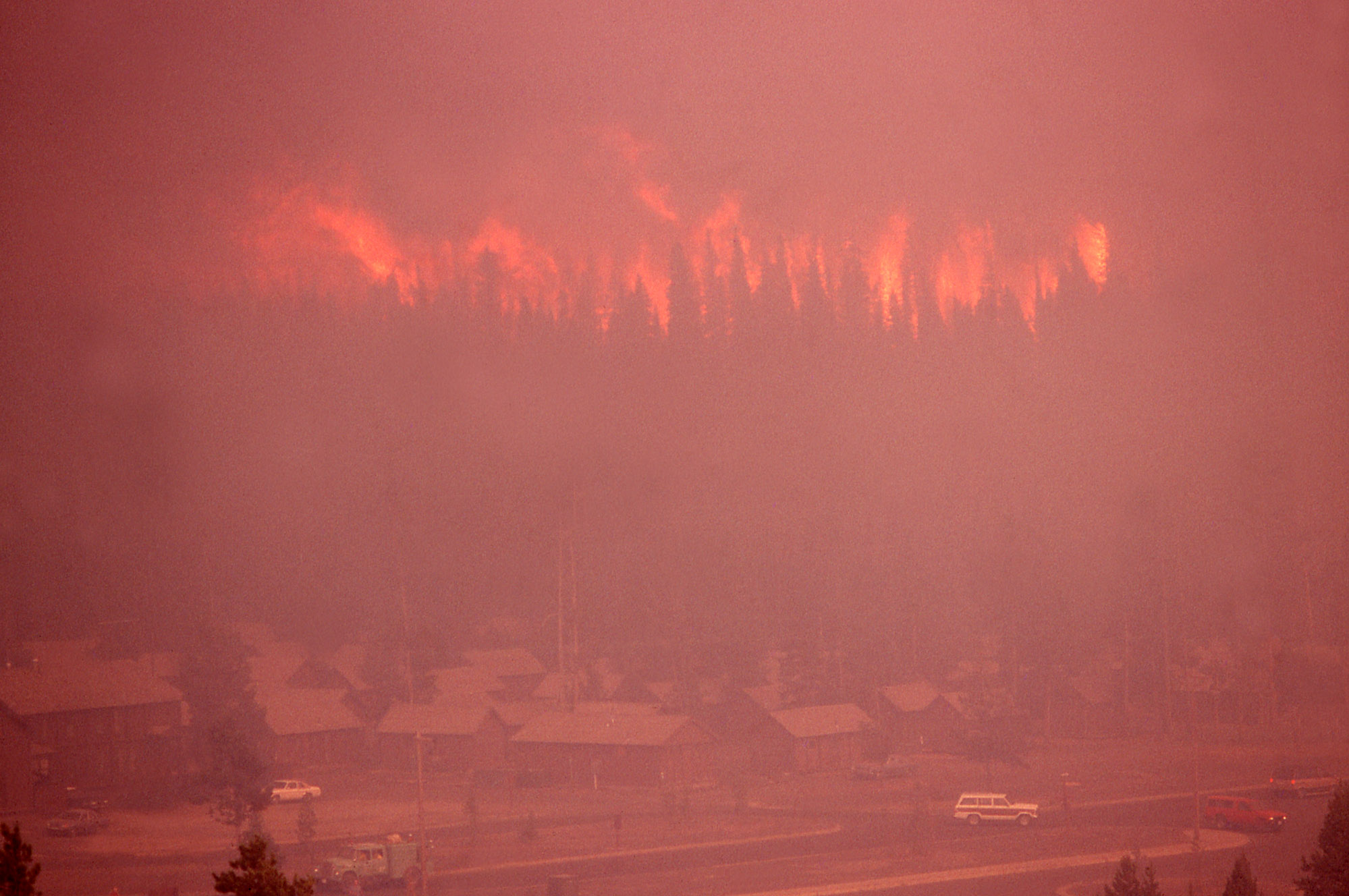
Ohnivá bouře, Yellowstone, 1988

Ohnivá bouře (někdy také požární bouře) je velký masivní požár, který dosáhne tak vysoké intenzity, že sám vytváří a udržuje vlastní systém pohybu spalin a vzduchu. Obvykle jde o přirozený přírodní a fyzikálně-chemický fenomén, který vzniká při největších přírodních požárech, jako jsou stepní nebo lesní požáry. Ohnivá bouře může vzniknout také v důsledku mohutného bombardování či výbuchu jaderné zbraně.
Příkladem velké požární bouře může být velký přírodní požár, který dne 8. října 1871 postihl severovýchodní část amerického státu Wisconsin a posléze severní část státu Michigan a způsobil hospodářské škody v řádu milionů amerických dolarů. V témže roce pak velký požár značně poničil i významné americké město Chicago, také v tomto případě se jednalo o velkou požární bouři. V roce 1923 zasáhlo japonský region Kantó katastrofické zemětřesení, které způsobilo rozsáhlou ohnivou bouři.
Příčinou vzniku ohnivé bouře může být také požár způsobený lidmi, který může vzniknout například nedbalostí nebo technickou závadou ve velkých průmyslových komplexech (například v chemickém nebo zbrojním průmyslu). Velké požární bouře byly zaznamenány i v době druhé světové války v důsledku masivního bombardování měst velkým množstvím zápalných leteckých pum. První požární bouře byla popsána při německém náletu na Coventry, další například při bombardování Drážďan, náletech na Hamburk, během bitvy u Stalingradu, bombardování Tokia nebo při atomovém bombardování Hirošimy.
Požární bouře bývají velmi dobře viditelné zejména v noci, v únoru 1945 po náletu na Drážďany byla tamní požární bouře viditelná na vzdálenost několika stovek kilometrů, mimo jiné byla pozorovatelná i v Praze.

## Fyzikální a chemická podstata jevu
Ohňovou bouři umožňuje tzv. komínový efekt při požárech o velké, souvislé ploše ohně, při kterém vzniká velké množství tepla i infračerveného záření a ohřátý vzduch letící nahoru způsobuje silné sání čerstvého vzduchu. Tím vzniká kladná zpětná vazba – masivní nasávání čerstvého kyslíku do místa hoření zesiluje intenzitu ohně a ten zase zesiluje přísun čerstvého vzduchu (a s ním i kyslíku). Výsledkem je silný vítr (masivní pohyb vzduchu), který obětem ztěžuje, nebo dokonce znemožňuje od ohně prchnout. Při této teplotě hoří např. živičné povrchy vozovek nebo se taví sklo. Intenzivní spalování navíc produkuje jak velké množství spalného tepla (v epicentru se může teplota vyšplhat až na 2 000 °C), tak i infračerveného záření. Jeho tvorba pak může dosáhnout takové intenzity, že dochází k samovznícení dalších hořlavých materiálů, které se nacházejí v okolí požáru. Požár se tak velmi rychle šíří do okolí a je velmi obtížné jej uhasit.